# Zouave Valley Cemetery
Zouave Valley Cemetery is een Britse militaire begraafplaats met gesneuvelden uit de Eerste Wereldoorlog gelegen in de Franse plaats Souchez (Pas-de-Calais). De begraafplaats ligt 1,9 km ten zuiden van het dorpscentrum en wordt onderhouden door de Commonwealth War Graves Commission. Het nagenoeg vierkante terrein is 1.533 m² groot en is omgeven door een natuurstenen muur. Het Cross of Sacrifice staat bijna centraal tegen de westelijke muur.
Er worden 245 doden herdacht waarvan 66 niet geïdentificeerde.

## Geschiedenis
De naam van deze begraafplaats is ontleend aan de Zouaven, een Frans legeronderdeel, die hier in 1914 en 1915 vochten. Ze werd in mei 1916 gestart en gebruikt tot juni 1917. De begraafplaats werd zwaar beschoten tijdens de aanval op de heuvel van Vimy. Na de wapenstilstand werden nog slachtoffers bijgezet vanuit de wijde omgeving van Souchez.
Er liggen 138 Britten, 98 Canadezen, 8 Zuid-Afrikanen en 1 Duitser begraven. Voor 11 slachtoffers werden Special Memorials opgericht omdat hun graven niet meer gevonden werden en men aanneemt dat ze zich onder de naamloze graven bevinden. Op vijf naast elkaar geplaatste grafstenen van geïdentificeerde doden werd de tekst Buried near this spot geplaatst omdat hun graven niet meer gelokaliseerd konden worden.

## Graven

### Minderjarige militair
- E. Miller, schutter bij het King's Royal Rifle Corps was 17 jaar toen hij op 24 mei 1916 sneuvelde.

### Alias
- soldaat Harry Milburn diende onder het alias H. Allen bij de Royal Fusiliers.